# Bosniska cupen (volleyboll, damer)
Bosniska cupen i volleyboll för damer organiseras i Bosnien och Hercegovina av det bosniska volleybollförbundet, OSBIH sedan 2006.. ŽOK Jedinstvo Brčko har varit den mest framgångsrika klubben.

## Resultat per upplaga
| År   | Vinnare             | Finalresultat                             | Finalist            |
| ---- | ------------------- | ----------------------------------------- | ------------------- |
| 2006 | ŽOK Jelovica Tuzla  |                                           |                     |
| 2007 | ŽOK Jedinstvo Brčko |                                           |                     |
| 2008 | ŽOK Jedinstvo Brčko |                                           |                     |
| 2009 | ŽOK Jedinstvo Brčko |                                           |                     |
| 2010 | ŽOK Jedinstvo Brčko |                                           | OK Kula Gradačac    |
| 2011 | ŽOK Jedinstvo Brčko | 3 - 1 (25-14, 25-16, 22-25, 25-10)        | OK Radnik           |
| 2012 | OK Kula Gradačac    | 3 - 0 (25-9, 25-12, 25-13)                | OK Radnik           |
| 2013 | ŽOK Jedinstvo Brčko | 3 - 0 (25-4, 25-8, 25-21)                 | ŽOK Gacko           |
| 2014 | ŽOK Gacko           | 3 - 2 (14-25, 25-19, 28-26, 14-25, 15-11) | ŽOK Jedinstvo Brčko |
| 2015 | ŽOK Jedinstvo Brčko | 3 - 2 (25-27, 18-25, 25-17, 25-16, 15-12) | ŽOK Gacko           |
| 2016 | ŽOK Jedinstvo Brčko | 3 - 1 (23-25, 25-21, 25-14, 25-16)        | OK Kula Gradačac    |
| 2017 | ŽOK Jedinstvo Brčko | 3 - 0 (25-17, 25-19, 25-13)               | OK Sloboda          |
| 2018 | ŽOK Jedinstvo Brčko | 3 - 0 (25-19, 25-20, 25-17)               | ŽOK Gacko           |
| 2019 | ŽOK Jedinstvo Brčko | 3 - 0 (25-23, 25-19, 25-10)               | OK Kula Gradačac    |